# Swartzia stipellata
Swartzia stipellata är en ärtväxtart som beskrevs av John Macqueen Cowan. Swartzia stipellata ingår i släktet Swartzia och familjen ärtväxter. Inga underarter finns listade i Catalogue of Life.